# Heinälampi (Jyväskylä)
Heinälampi är en mycket liten sjö i Finland.   Den ligger i Jyväskylä tätort i landskapet Mellersta Finland, i den centrala delen av landet, 240 km norr om huvudstaden Helsingfors. Heinälampi ligger 117 meter över havet.